# アッサブ
アッサブ（ティグリニャ語: ዓሳብ,英語: Assab,イタリア語: Assaba）は、エリトリアの港湾都市。紅海に面し、デブバウィ・ケイバハリ地方（南紅海州）の州都である。人口は1989年39,600人から20,222人（2005年推計）に減少している。かつてのエリトリア第2の都市であり、南部の中心都市である。

## 歴史
1869年に建設され、1882年にイタリア領となると、後背地への交易が拡大し、貯炭所がおかれ紅海を走る蒸気船への石炭供給地のひとつとなった。
1952年にエリトリアがエチオピアとの連邦制をとると（1962年にエチオピアに併合される）、首都アディスアベバやエチオピア中央高原から最も近いエチオピア領の港として開発が進められ、エチオピア最大の港となった。
1993年のエリトリア独立後も、エチオピアの外港としての重要性は変化しなかったが、1998年にエチオピア・エリトリア国境紛争が勃発すると両国は国交を断絶。同港の生命線であったエチオピア交易は現在も停止したままである。
2015年からアラブ首長国連邦（UAE）はアッサブに軍事拠点を建設しており、2020年に起きたティグレ紛争ではアッサブの基地から出撃したUAEの無人攻撃機（翼竜）がエチオピア政府軍の援軍として展開したエリトリア軍のために空爆を行ったとティグレ人民解放戦線は主張した。

## 交通
- アッサブ港
- アッサブ国際空港
- 国道P-6号線
- 国道P-7号線

## 気候
| アッサブの気候         | アッサブの気候 | アッサブの気候 | アッサブの気候 | アッサブの気候 | アッサブの気候 | アッサブの気候 | アッサブの気候 | アッサブの気候 | アッサブの気候 | アッサブの気候 | アッサブの気候 | アッサブの気候 | アッサブの気候 |
| 月                     | 1月            | 2月            | 3月            | 4月            | 5月            | 6月            | 7月            | 8月            | 9月            | 10月           | 11月           | 12月           | 年             |
| ---------------------- | -------------- | -------------- | -------------- | -------------- | -------------- | -------------- | -------------- | -------------- | -------------- | -------------- | -------------- | -------------- | -------------- |
| 平均最高気温 °C （°F） | 32 (89)        | 32 (90)        | 34 (94)        | 37 (99)        | 37 (99)        | 37 (98)        | 40 (104)       | 39 (103)       | 38 (100)       | 37 (99)        | 35 (95)        | 33 (91)        | 35.9 (96.8)    |
| 平均最低気温 °C （°F） | 20 (68)        | 19 (67)        | 21 (69)        | 24 (75)        | 26 (78)        | 28 (82)        | 31 (87)        | 30 (86)        | 28 (82)        | 26 (78)        | 22 (72)        | 21 (69)        | 24.7 (76.1)    |
| 降水量 mm （inch）     | 5 (0.2)        | 3 (0.1)        | 3 (0.1)        | 0 (0)          | 0 (0)          | 0 (0)          | 15 (0.6)       | 8 (0.3)        | 5 (0.2)        | 0 (0)          | 0 (0)          | 20 (0.8)       | 59 (2.3)       |
| 出典：Weatherbase      |                |                |                |                |                |                |                |                |                |                |                |                |                |